# موفر رعاية رئيسي

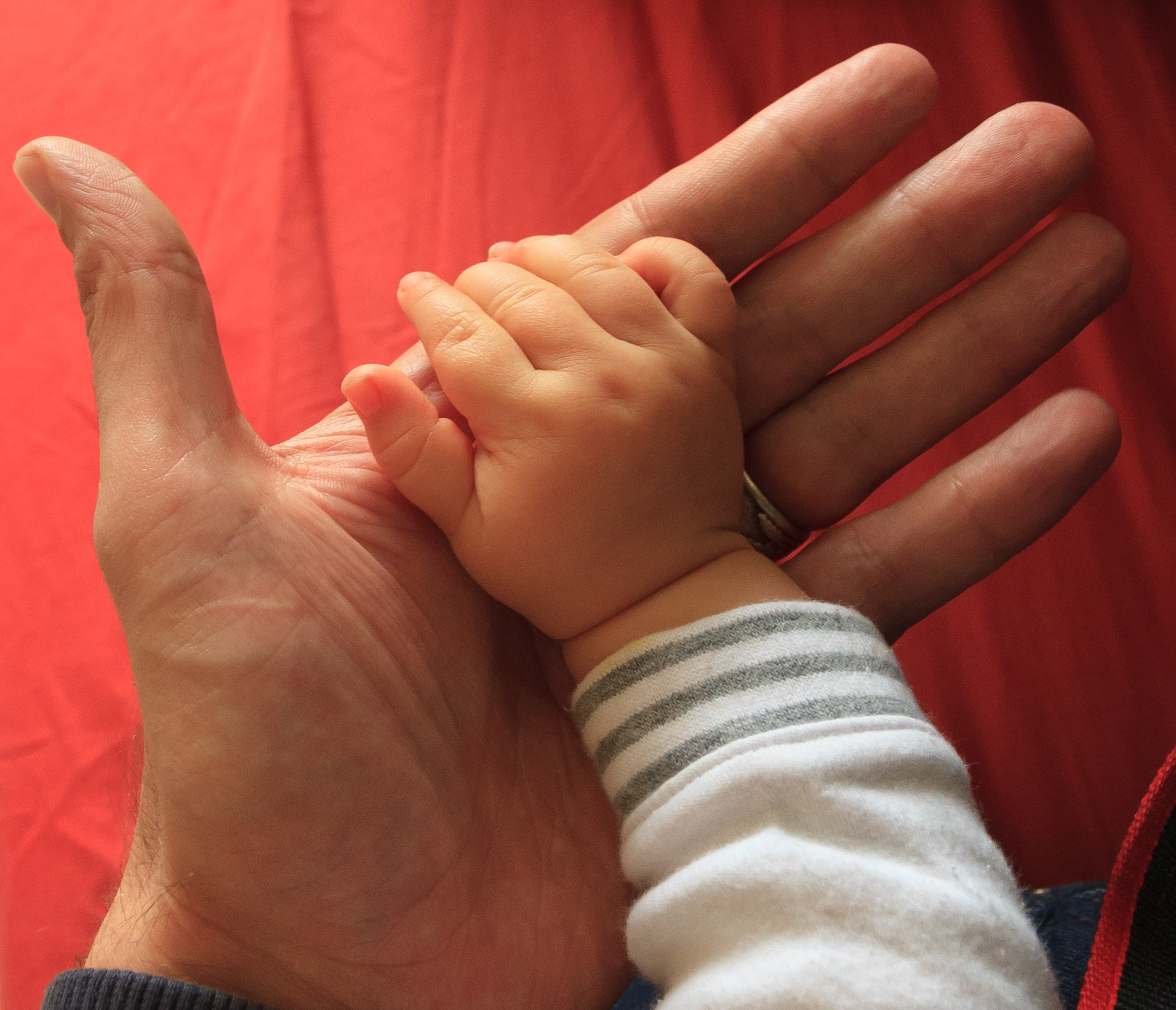
الأبوة مسؤولية بطابع قدسي

موفر الرعاية الرئيسي هو الشخص الذي يتحمل المسئولية الرئيسية عن شخص ما لا يمكنه رعاية نفسه بشكل كامل. ويمكن أن يكون فردًا في العائلة، أو محترفًا مدربًا، أو غير ذلك من الأشخاص. واعتمادًا على الثقافة، يمكن أن يكون هناك أعضاء متعددون من العائلة يشاركون في الرعاية. ويمكن أن يكون هذا المفهوم هامًا فيما يتعلق بنظرية التعلق بالإضافة إلى قانون الأسرة، على سبيل المثال في الوصاية وحضانة الأطفال.
وقد حددت بعض الولايات في الولايات المتحدة، مثل كاليفورنيا، مسئوليات موفر الرعاية الرئيسي.

## وصلات خارجية
- Designation of Primary Caregiver (sample)